# Tetrakromácia

A négy látópigment kiterjeszti a látható tartományt az ultraibolyára is. A díszpintyek látópigmentjeinek érzékenysége

A tetrakromácia, tetrakromázia vagy tetrakromatikus színlátás egy olyan állapot, amiben az élőlénynek négy különböző csatornája van a színlátáshoz. Ez azt jelenti, hogy csapjaik négyféle látópigmentet tartalmaznak. A négy alapszín négydimenziós színteret hoz létre.
Az ember alapvetően trikromát, de félhomályban a pálcikák is részt vesznek a színlátásban, így korlátozott tetrakromácia jön létre. (Viszont mivel a pálcikák minden hullámhosszra nagyjából ugyanannyira érzékenyek, ezért új információt nem szolgáltatnak a csapok mellett.)
A legtöbb madár tetrakromát, továbbá elterjedt a halak, hüllők, kétéltűek, pókok és rovarok között is, habár a legtöbb ízeltlábúfaj trikromát, és piros helyett az ultraibolya fényt látja.

## Alapjai
A legtöbb ember szemében háromféle csap van, így az ember trikromát fajnak tekinthető. A tetrakromát állatoknak a kék, zöld, piros csapjai mellett ultraibolya vagy sárga fényre különösen érzékeny csapjaik is vannak. Még ha az agy nem különíti el információikat a többitől, akkor is gazdagabb színlátást tesznek lehetővé; de ha elkülönítve használja fel ezeket az információkat, akkor újabb színekkel terjeszti ki a látható spektrumot. Így a tetrakromát faj előnyre tehet szert a rivális trikromát fajokkal szemben, és olyan színeket is megkülönböztethet, amiket a versenytársak ugyanolyannak látnak.

## Elsődleges tetrakromázia
Sok gerinces tetrakromát. Például az aranyhal (Carassius auratus auratus) és a zebradánió (Danio rerio) negyedik alapszíne a piros, zöld és kék mellett az ultraibolya. Sok madár ultraibolya mintázatot visel a tollazatán.
Néhány rovarfaj szintén tetrakromát, és látja a virágok által visszavert teljes spektrumot (300 nm - 700 nm), ami előny a trikromát fajokkal szemben. Így hamarabb tudják összegyűjteni a táplálékukat, és bizonyos virágokhoz előbb érhetnek oda, mint például a házi méh, amely nem látja a piros színt. A növények és a beporzó rovarok koevolúciója során a beporzók látása és a virágok színe alkalmazkodott egymáshoz.
Egyes madarakról szintén bebizonyosodott, hogy látják a közeli ultraibolya fényt. Közéjük tartozik a zebrapinty és a galambfélék. Ez segíti őket a táplálékszerzésben és a párválasztásban. A legtöbb madár szeme a 300 és 700 nm közötti hullámhosszú fényt látja, aminek rezgésszáma 430–1000 THz.
A madarak csapjai összetettebbek, mint az emberi csapsejtek. Mielőtt a fény elérne a pigmentekhez, egy olajcseppen szűrődik át. A madarak, halak, kétéltűek és hüllők szemében minden csapsejt négyféle, néhány fajé ötféle pigmentet tartalmaz. Egy további különbség, hogy a sárgafolt széles vízszintes csíkként húzódik végig a retinán. Egyes madárfajoknak két vagy akár három sárgafoltja is van, ami tovább segíti őket a színlátásban.
Ezzel szemben sok emlősfaj dikromát, mivel az ősi emlősök éjszakai életmódjuk miatt elvesztettek két csaptípust. Az erszényesek csak egy csaptípust vesztettek el, így elsődleges trikromátok. Az óvilági majmok, köztük az ember másodlagos trikromátok, akik a pirosat mutációval és génduplikációval nyerték vissza.

## Másodlagos tetrakromázia az embernél
A legtöbb ember trikromát. Szürkületben a pálcikák is működni kezdenek, így bizonyos fényviszonyok között egy korlátozott tetrakromázia jön létre.
Az X-kromoszómán kétféle csap látópigmentje öröklődik: a piros és a zöld. A proto- és a deuteranópia (a színtévesztés vagy dikromatikus színlátás gyakoribb fajtái) öröklődése lehetővé teszi, hogy néhány nő retinális tetrakromát legyen, ugyanis a nők testi sejtjeiben az egyik X-kromoszóma véletlenszerűen inaktiválódik. Ugyanez a mechanizmus teszi lehetővé, hogy az újvilági majmok nőstényeinek többsége trikromát legyen.
A negyedik fajta csaptípus érzékenységének maximuma a zöld és a piros közé esik, ezért sárgának nevezik. A különböző becslések szerint a nők 2-3%-a, 12% vagy 50%-a retinális tetrakromát. Továbbá a férfiak körülbelül 8%-a szintén retinális tetrakromát lehet. Ők a többségnél jobban látják a színeket. Jelenleg még nem ismert, hogy az idegrendszer hogyan dolgozza fel a negyedik csaptípus információit. A teljes tetrakromázia idegrendszeri folyamatai is ismeretlenek. Genetikailag kezelt trikromát egerekkel tesztelik az idegrendszer plaszticitását, de az eredmények vitatottak.
A teljes tetrakromázia ritkább, mivel az idegrendszernek elkülönítve kell feldolgoznia a sárga csapsejtek információit. Ezen már azelőtt sokan gondolkodtak, mielőtt megtalálták volna az első teljes tetrakromát nőt 2012-ben. Az általa látott színek számát 100 millióra teszik.
Az ember nem láthatja az ultraibolya fényt, mivel a szemlencse kiszűri a 300-400 nm-es ultraibolya sugárzást, és az ennél rövidebbeket a szaruhártya a retina védelmében elnyeli. A lencse nélküli szemben a csapok képesek látni a közeli ultraibolyát, és világoskéknek vagy világoslilának látják, mivel minden csaptípus érzékeny rá, de leginkább a kék.

## Előnyök
- A gyümölcsök az ultraibolya fényt is visszaverik, ezért amely állat látja az ultraibolyát, az könnyebben észreveheti őket.
- Egyes sólymok az ultraibolya fény látásával könnyebben találnak zsákmányt, mivel látják a rágcsálók ürülék- és vizeletjeleit.

## Fordítás
Ez a szócikk részben vagy egészben  a   Tetrachromat című német Wikipédia-szócikk fordításán alapul.  Az eredeti cikk szerkesztőit annak laptörténete sorolja fel. Ez a jelzés csupán a megfogalmazás eredetét és a szerzői jogokat jelzi, nem szolgál a cikkben szereplő információk forrásmegjelöléseként.
Ez a szócikk részben vagy egészben  a   Tetrachromacy című angol Wikipédia-szócikk fordításán alapul.  Az eredeti cikk szerkesztőit annak laptörténete sorolja fel. Ez a jelzés csupán a megfogalmazás eredetét és a szerzői jogokat jelzi, nem szolgál a cikkben szereplő információk forrásmegjelöléseként.